# Ishikawa Tairō

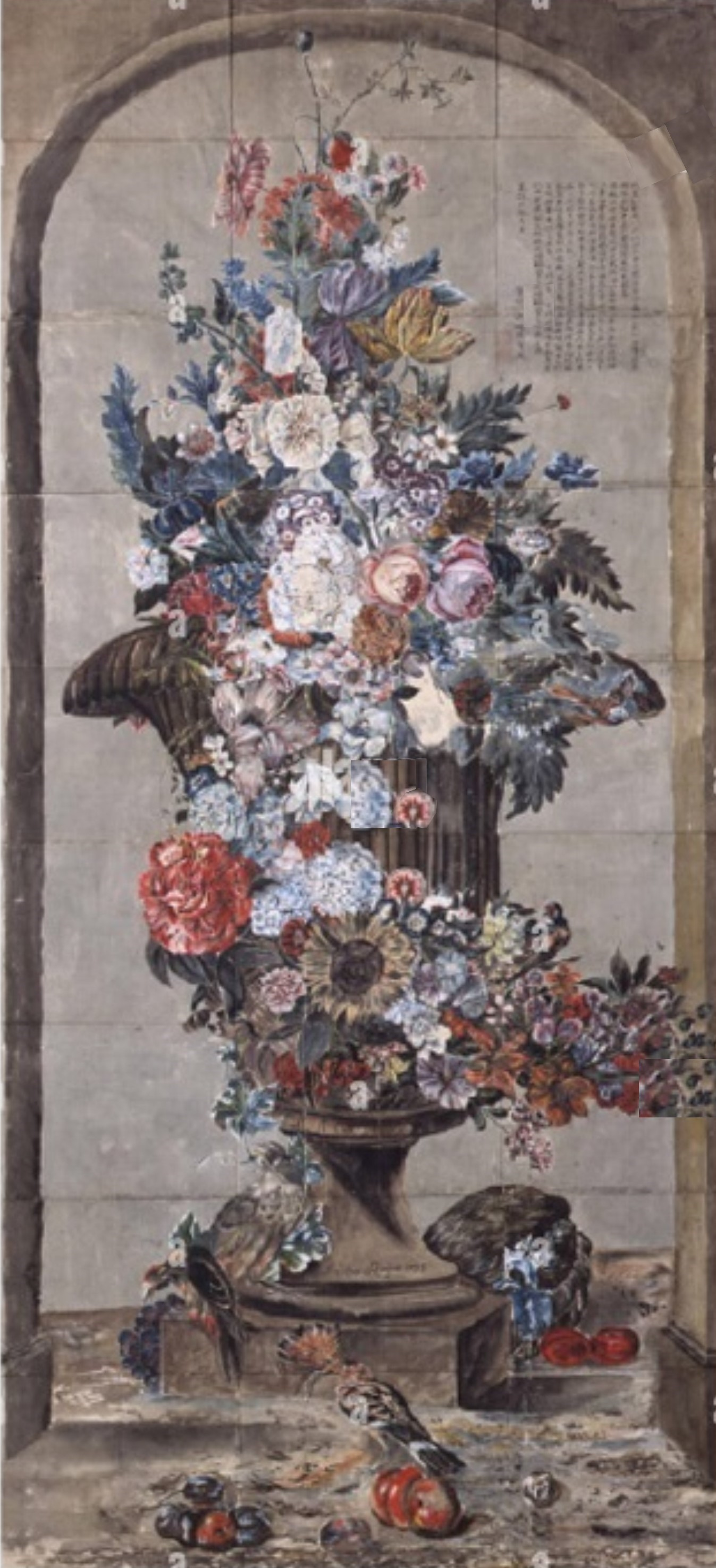
Kopie des Gemäldes von van Royen

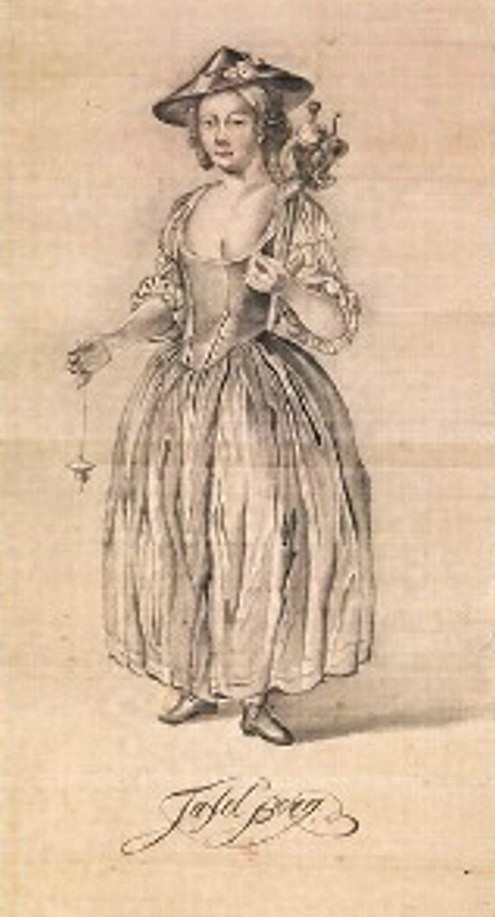
Zeichnung einer europäischen Frau

Ishikawa Tairō (japanisch 石川 大浪; geboren 1762 in der Provinz Ōmi; gestorben 29. Januar 1818) war ein japanischer Maler im westlichen Stil in der späten Edo-Zeit.

## Leben und Wirken
Ishikawa Tairō hieß mit Vornamen eigentlich „Joka“ (如香) und wurde im Alltag zunächst „Kokichi“ (小吉) und später „Shichizaemon“ (七左衛門) genannt. Neben dem „Gō“ „Tairō“ gührte er auch die Gō „Tōshōken“ (東勝拳) und „Tōsōken“ (東想拳). Er war für die Hatamoto in der Provinz Ōmi Geschäftsführer.
Ishikawa malte Bilder im Stil der Kanō-Schule, war daneben mit Sugita Gempaku, Maeno Ryōtaku, Ōtsuki Gentaku und anderen Gelehrte der Rangaku-Richtung befreundet. Er wurde  während der Kansei-Ära (1789–1801) als Kenner der niederländischer Gelehrter bekannt und studierte auch Rechtswissenschaft. Sein „niederländischer“ Name war „Tafel Berg“.
Ōtsuki Gentaku lobte das Werk, das Ishikawa 1796 zusammen mit seinem jüngeren Bruder Ishikawa Mōkō (石川孟高), der ebenfalls ein „Westmaler“ war,
nach dem Stillleben in Öl des niederländischen Malers Willem van Royen (1645–1723) kopierte. Ölgemälde von ihm sind nicht erhalten, sondern nur Gemälde im westlichen Stil, die in Tusche oder hellen Farben ausgeführt waren, wie das Porträt von Sugita Gempaku, „Seiyō no josei“ (西洋の女性) „Westliche Frauen“ und „Sekei no sōzō“ (世界の創造) – „Erschaffung der Welt“.